# Famille Crosbie
La famille Crosbie est une famille originaire d'Irlande.

## Histoire
Les ancêtres de la famille Crosbie, dans le comté de Kerry et dans le comté de Laois, sont issus de deux frères nommés Patrick et John Crosbie. Le premier mourra en 1610 et le deuxième en 1621. le poids des preuves disponibles tend à prouver qu'ils appartenaient à la famille des bardes héréditaires de Mac Crossan (en gaélique: Mac an Chrosáin) aux O'More de Leix et cela reste bon malgré la déclaration selon laquelle le jeune frère, John, lorsqu'il fut nommé évêque d'Ardfert en 1600 était décrit dans le brevet de son avancement comme "un diplômé des écoles, de race anglaise, mais habile dans la langue irlandaise" ; il semble s'être anglicisé avec succès en prenant (comme son frère l'a également fait) le nom de Crosbie et en se conformant à l'Église d'Angleterre.
Patrick Crosbie pendant ses services à la couronne s'est naturellement fait des ennemis; parmi eux apparaît le nom de Thomas 10e comte d'Ormond, qui en 1601, a joint une note à Sir Robert Cecil, le secrétaire d'État, dans laquelle Patrick Crosbie est décrit par quelqu'un qui le connaît bien, comme étant un "Mc Crossane, un de la simple race irlandaise dont le principal ancêtre a été le chef rymer d'O'More, ce qu'il nie revendiquer le sang et le nom de famille anglais ; mais ce n'est pas le cas à ma connaissance, car son frère était des O'Mores, et la mère de son père du O'Kelly de Clanmalyrues." Cette preuve et le fait que Patrick Crosbie mentionne des relations avec des noms celtiques dans son testament prouve son origine irlandaise.
"La famille Crosbie avait été chef des bardes des O'Mores, chefs de Leix pendant de nombreuses générations. Le nom de famille d'origine - Mac an Chrosáin (fils du rimeur) - reflétait cette occupation.
Seán Mac an Chrosáin et Pádraig Mac an Chrosáin ont changé leurs noms en John et Patrick Crosbie en 1593. John Crosbie est devenu évêque d'Ardfert en 1601 et son fils Walter est devenu plus tard le premier baronnet. Le fils de Sir Walter Crosbie, Sir John Crosbie, deuxième baronnet, a été « atteint pour sa part dans la rébellion de 1641 », mais apparemment ses terres lui ont été restituées plus tard. Le fils de Sir John, Sir Warren Crosbie, troisième baronnet, semble avoir été le premier à vivre à Crosbie Park et l'héritier et successeur de Sir Warren était Sir Paul Crosbie quatrième baronnet et père d'Edward et Richard Crosbie. Sir Paul mourut en novembre 1773 et Edward succéda au titre.
Le domaine familial de Crosbie Park a été détruit après la rébellion de 1798.
Le 3 mai 1601, Sir George Carew, président de Munster, écrivit au Conseil privé que Patrick Crosbie avait été employé au service de Sa Majesté pendant près de vingt ans, période durant laquelle « il s'était révélé être un sujet honnête et fidèle ». " En récompense de ces services, il reçut des terres dans le Laois et un vaste territoire dans les terres du nord du Kerry qui avaient été confisqués par les Fitzmaurices, les Stacks, les MacElligotts et les Cantillons pour complicité dans la rébellion de Desmond. Son service le plus important au gouvernement a été la réalisation de la transplantation à Munster des Sept Sept du Laois. À cet effet, on lui promit une concession de la commune autour de Tarbert sur laquelle planter près de trois cents membres des principales familles des Sept Sept Laois. Le gouvernement anglais espérait ainsi opérer la pacification du Laois qui était le théâtre de guerres continuelles depuis que des planteurs s'y étaient installés pour la première fois en 1549.
Lorsque, le 17 août 1600, le célèbre Owny MacRory Óg O'More (O'Moore), chef du Laois, tomba l'épée à la main, la cause des Septs fut brisée et, dit les Quatre Maîtres, "Laois fut saisi par les Anglais, et ils entreprirent de réparer leurs manoirs de chaux et de pierre, et de s'installer dans les anciens sièges de la race de Conall Cearnach, dont Laois était la principauté héréditaire, car il n'y avait pas d'héritier digne d'elle comme Owny pour défendre contre eux." C'est ainsi que le gouvernement a pensé que ce serait une bonne occasion, avant que les Septs ne se remettent de leur renversement, de transplanter leurs principales familles à Munster ou à Connaught ; car tant qu'il y aurait un O'More au Laois, il y aurait des ennuis pour les planteurs.
En reconnaissance de la place importante que les Sept Sept occupent dans le passé du comté de Laois, un bref aperçu de l'histoire de chacun des noms de famille des sept familles est présenté.

## Titres

### Baronnet de Maryborough
Le Crosbie Baronetcy , de Maryborough dans le comté de Queen , a été créé dans le Baronetage d'Irlande le 24 avril 1630. La famille était d'origine gaélique et catholique romaine, mais cette branche s'est convertie à l'Église d'Irlande et a anglicisé leur nom. Sir Walter, le premier baronnet, était le fils aîné de John Crosbie, évêque d'Ardfert et d'Aghadoe, et un cousin germain du principal homme d'État Sir Piers Crosby. Son frère David a fondé une branche junior de la famille, qui a obtenu le titre de comte de Glandore. Sir Edward, le cinquième baronnet, a été exécuté pour trahison après la rébellion de 1798. Le titre s'est éteint à la mort du huitième baronnet en 1936.

### Baron Brandon
Maurice Crosbie, 1er baron Brandon (1689–1762) est un homme politique irlandais et un pair.
Il est le fils de David Crosbie, haut shérif de Kerry, et de sa femme Jane Hamilton, fille de William Hamilton de Lisclooney, comté d'Offaly, et petit-fils de Sir Thomas Crosbie, également haut shérif de Kerry, et de sa femme Bridget Tynte. Son père et son grand-père s'opposent tous deux à la Glorieuse Révolution et vivent ensuite à l'écart sur leurs domaines du comté de Kerry. L'élection de Maurice à la Chambre des communes en 1713 marque le retour de la prééminence politique de la famille. La famille Crosbie est d'origine gaélique et catholique, mais l'ancêtre de Maurice, John Crosbie, passe à l'Église d'Irlande sous le règne d'Élisabeth Ire et est nommé évêque d'Ardfert. Ses descendants deviennent d'importants propriétaires terriens à Kerry: la branche principale est les baronnets de Crosbie. Sir Edward Crosbie, le dernier d'entre eux, est exécuté pour Trahison en tant qu'Irlandais uni en 1798.
Maurice fait ses études au Trinity College à Dublin. Il est fait chevalier vers 1711. En 1713, il est élu à la Chambre des communes irlandaise en tant que député de Kerry. Il occupe ce siège jusqu'en 1758, date à laquelle il est élevé au rang de baron Brandon dans la pairie d'Irlande et occupe son siège à la Chambre des lords irlandaise.
Il épouse Lady Elizabeth Fitzmaurice, fille de Thomas FitzMaurice, 1er comte de Kerry, et Anne Petty. Ils ont sept enfants, dont William Crosbie, 1er comte de Glandore, Maurice Crosbie, doyen de Limerick, père du quatrième et dernier baron Brandon et Jane, qui épouse Thomas Mahon et est la mère de Maurice Mahon, 1er baron Hartland.
Il est décédé en 1762 et est enterré à Ardfert.

### Comte de Glandore
William Crosbie, 1er comte de Glandore (mai 1716 - 11 avril 1781), connu sous le nom de Lord Brandon entre 1762 et 1771 et comme Le vicomte Crosbie entre 1771 et 1776, est un homme politique irlandais.
Il est le fils de Maurice Crosbie (1er baron Brandon), et de Lady Elizabeth Anne, fille de Thomas FitzMaurice (1er comte de Kerry) .
Il est élu à la Chambre des communes irlandaise pour Ardfert en 1735, poste qu'il occupe jusqu'en 1762, lorsqu'il succède à son père dans la baronnie et entre à la Chambre des lords irlandaise. En 1770, il fut nommé Custos Rotulorum de Kerry. Il est créé vicomte Crosbie,  de Ardfert dans le comté de Kerry, en 1771, puis est fait comte de Glandore,  dans le comté de Cork, en 1776.
Lord Glandore se marie deux fois. Il épouse Lady Theodosia, fille de John Bligh, 1er comte de Darnley, en 1745. Après sa mort en mai 1777, il épouse en secondes noces Jane, fille d'Edward Vesey et veuve de John Ward, en 1777. Il meurt en avril 1781 et est remplacé dans le comté par son seul fils survivant de son premier mariage, John Crosbie (2e comte de Glandore). La comtesse de Glandore est décédée en septembre 1787 .
John Crosbie, 2e comte de Glandore PC, FRS (25 mai 1753 - 23 octobre 1815), titré vicomte Crosbie entre 1777 et 1781, est un homme politique irlandais et un juge.
Il est le seul fils survivant de William Crosbie (1er comte de Glandore), de sa première femme, Lady Theodosia, fille de John Bligh, 1er comte de Darnley. Il fait ses études au Trinity College, à Cambridge . En 1775, il est élu à la chambre des communes irlandaise pour Athboy. L'année suivante, il est élu à la fois pour Tralee et Ardfert. Il choisit de siéger pour ce dernier et occupr ce siège jusqu'en 1781, date à laquelle il succède à son père au comté et entre à la Chambre des lords irlandaise. Il est admis au Conseil privé irlandais en 1785. En 1789, il est nommé Joint Master of the Rolls en Irlande aux côtés du comte de Carysfort. Tous deux occupent ce poste jusqu'en 1801. Le poste est alors une sinécure et ne nécessite aucune qualification juridique . En 1800, il est élu parmi les 28 premiers représentants irlandais représentatifs à siéger à la Chambre des lords .
Lord Glandore est marié à Londres en 1771 par Frederick Cornwallis, Archevêque de Cantorbéry, à l'honorable Diana, fille de George Germain, 1er vicomte de Sackville. Le mariage reste sans enfant. Elle meurt en août 1814, à l'âge de 58 ans. Lord Glandore lui survit un an et meurt en octobre 1815, à l'âge de 62 ans. Le comté et le vicomte de Crosbie s'éteignent à sa mort alors que son cousin William Crosbie lui succède comme baron de Brandon .

## Alliances

Baron Waterpark
Vicomte Sackville
Duc de Wellington
Vicomte Bangor
Comte de Barrymore

## Pour approfondir